# Hugh Russell
Hugh Russell (Belfast, 15 december 1959 – aldaar, 13 oktober 2023) was een bokser uit Ierland. Namens zijn vaderland won hij de bronzen medaille bij de Olympische Spelen van 1980 in Moskou. In de halve finale van de gewichtsklasse tot 51 kilogram (vlieggewicht) verloor hij op punten (5-0) van de latere olympisch kampioen Petar Lesov uit Bulgarije. Twee jaar eerder won Russell, bijgenaamd Little Red, namens Noord-Ierland een bronzen medaille bij de Gemenebestspelen in Edmonton.
Russell is op 63-jarige leeftijd overleden aan de gevolgen van een ziekte.

## Erelijst

### Olympische Spelen
- 1980 in Moskou, Sovjet-Unie (– 51 kg)

### Commonwealth Games
- 1978 in Edmonton, Canada (– 51 kg)